# Karintō
Un karintō (花林糖) est un wagashi (plus particulièrement dagashi (駄菓子), pâtisserie traditionnelle japonaise. C'est un biscuit sucré à la farine de blé.

## Composition
Le karintō est une sorte de beignet à la farine de blé dont l'épaisseur peut varier. Traditionnellement il est recouvert de caramel réalisé avec du sucre brun. Des versions plus modernes se réalisent avec du sucre blanc.

## Origine
L'origine des karintō semble d'origine japonaise (de la ville de Nara entre 710 et 794[réf. nécessaire]) bien qu'une origine espagnole ou portugaise soit plausible.